# Hieracium tommasinianum
Hieracium tommasinianum là một loài thực vật có hoa trong họ Cúc. Loài này được K.Malý mô tả khoa học đầu tiên năm 1904.